# Juninho
Antônio Augusto Ribeiro Reis Jr. (født 30. januar 1975 i Recife, Brasilien), bedre kendt som Juninho eller Juninho Pernambucano, er en tidligere brasiliansk fodboldspiller. Hovedsageligt spillede han som midtbanespiller. Juninho har tidligere i sin karriere spillet for bl.a. det brasilianske landshold og franske Olympique Lyon. 
Juninho var særligt kendt for sine dygtige frispark. 

## Sport Recife
Juninho startede sin karriere hos Sport Recifes ungdomshold, hvor han spillede i perioden 1991-1994. Han blev rykket op til Recifes førstehold i 1994, hvor han spillede 24 kampe og scorede 2 gange i en enkelt sæson.

## Vasco da Gama
Efter Sport Recife hentede brasilianske CR Vasco da Gama ham til klubben. Juninho spillede for Vasco da Gama i 6 sæsoner, hvor han udviklede sine evner som midtbanespiller. Mange europæiske klubber viste interesse, men det blev Olympique Lyon der løb med hans underskrift.

## Olympique Lyon
I 2001 hentede Olympique Lyon Juninho. Klubben havde aldrig vundet den franske Ligue 1, men efter Juninhos ankomst, vandt klubben mesterskabet 7 gange i træk. I 2005 valgte Gerard Houllier (Olympique Lyons fodboldtræner i perioden 2005-2007) Juninho som anfører for holdet. Juninho spillede for Olympique Lyon i perioden 2001-2009, hvor han spillede 343 kampe og scorede 100 mål. I sommeren 2009 valgte Juninho at undlade at forlænge sin kontrakt med klubben. 

## Al-Gharafa SC
Juninho var på fri transfer i sommeren 2009, hvilket vakte interesse hos arabiske Al-Gharafa SC, der havde mistet deres irakiske spiller Nashat Akram til fordel for hollandske FC Twente. Al-Gharafa SC skrev en 2-årig kontrakt med Juninho med værdi på 18 millioner kroner. I Juninhos første sæson i Al-Gharafa kom klubben til "the treble", hvor klubben vandt Qatar Stars League, Qatar Stars Cup og Qatar Prince Cup. Ved slutningen af den første sæson, blev han kåret som den bedste spiller i Qatar.

## Vasco da Gama Retur
Den 27. april 2011 blev det bekræftet, at Juninho skiftede tilbage til Vasco da Gama. Han scorede i sin debut kamp imod Corinthians. Han nåede i sæsonen 2011-12 at spille 50 kampe for holdet og scorede derudover 11 mål.

## New York Red Bulls
Den 17. december 2012 skiftede Juninho videre til det amerikanske storhold New York Red Bulls, hvor bl.a. Thierry Henry også spillede. Først den 3. marts 2013 fik Juninho sin debut for klubben imod Portland Timbers. Kampen endte 3-3.
Den 3. juli 2013 bekræftede klubben at de havde opsagt Juninho's kontrakt. Han nåede at spille 13 kampe for den amerikanske klub.

## Landsholdet
Juninho fik sit landsholdsdebut for det brasilianske fodboldlandshold i 1999, hvor landsholdet vandt 4-2 over det sydkoreanske fodboldlandshold i en venskabskamp. Juninho afsluttede sin landsholdskarriere efter VM i Tyskland 2006. Her blev det i alt til 40 kampe, hvor han scorede 6 gange.